# Lucky Starr på Merkurius
Lucky Starr på Merkurius (Lucky Starr and the Big Sun of Mercury) är en science fiction-roman för ungdomar skriven av Isaac Asimov. Den utkom ursprungligen 1956, och är den fjärde romanen av sex i Lucky Starr-serien. Den utkom i svensk översättning 1958.
Lucky Starr-böckerna gavs från början ut under författarpseudonymen "Paul French", då Asimov fruktade att dessa romaner skulle förvandlas till en ungdomsserie på TV, något han inte ville förknippas med.

## Bakgrund till författarnamnet och faktaunderlaget
Värt att notera är att i denna bok görs referenser till positroniska robotar och Robotikens tre lagar, vilket innebar att Asimov inte längre försökte dölja att det var han som var "Paul French". I flera nyutgåvor från 1972 och framåt finns i boken ett förord av Asimov, där han bland annat förklarar att nya upptäckter om Merkurius gör att vissa beskrivningar i boken inte är helt korrekta. Exempelvis trodde man då boken skrevs att Merkurius alltid vände samma sida mot solen, på samma vis som månen alltid vänder samma sida mot Jorden.

## Handling
Lucky Starr på Merkurius är en agentbok i science fiction-inramning, och utspelar sig på Merkurius. David "Lucky" Starr och hans kortväxte vän marsianen Långman Jones har skickats till Merkurius för att utreda orsaken till en rad olyckor som drabbat Ljusprojektet, ett forskningsprojekt kring subeterisk optik. I den typiska miljön på Merkurius med den glödheta solsidan och den iskalla skuggsidan, utspelas en rad intriger, sabotage och mordförsök. I bakgrunden anar man sirianerna.